# Bharatidasan
Bharathidasan właściwie Kanaka Subbaratnam (ur. 29 kwietnia 1891 w Puducherry, zm. 21 kwietnia 1964 w Ćennaj) – indyjski poeta, polityk, dramatopisarz, scenarzysta filmowy i reżyser.
Początkowo gandysta, pod wpływem haseł głoszonych przez Periyara, ideowego ojca partii drawidyjskich, wstąpił do DMK. Był autorem licznych tomów poezji (pierwszy opublikowany w 1938). Stworzył scenariusze do takich filmów jak Subhadra (1945) czy Sulochana (1946). Jako reżyser wykorzystywał kino do propagowania haseł macierzystej formacji politycznej. Zyskał przydomek Puratchi kavignar.